# I Am Compassion
《I Am Compassion》是韓國Compassion所屬的音樂組合Compassion Band在2009年11月20日發行的慈善專輯。

## 概述
- 此張專輯由超過120名Compassion Band成員與韓國Compassion後援者共同參與專輯演出製作，目的為慈善進行奔走。
- 사랑하기 때문에 （因為愛）為整張專輯之主打歌曲，亦進行M／V [2]拍攝（由皇甫惠貞擔任女主角）。
- 2009年11月20日舉行專輯發佈記者會，現場即演唱專輯曲目[3]。
- 2012年3月4日於韓國首爾新村延世大學100周年紀念館舉行促求中國停止將逃離北韓的逃民遣送回北韓的請願演唱會－Cry with us演唱會中演唱主題曲《Cry with us（함께 울어요）》。

## 曲目
1. 사랑하기 때문에 （因為愛）03:44
2. Amazing 05:16
3. 혼자가 아니에요（你不是一個人）04:19
4. Friend 03:20
5. 사랑이란 두 글자（愛情2字）03:14
6. Cry with us(함께 울어요)[4] 04:25
7. 엄마별 아래（願望星下）04:54
8. 새로운 날（嶄新的一天）03:51
9. I Am Compassion 04:27
10. 아름다운 꿈（美好的夢）)1:55
11. 함께 함에（同心協力）
作詞 주보라／作曲 주보라
編曲 민할렐루야／製作人 민할렐루야 04:04
12. 리카에게（給rica ）03:50
13. 그곳에（在那個地方）02:48
14. I Am Compassion (English Ver.) 04:27
15. 사랑하기 때문에 (Inst.)（因為愛） 03:43
16. I Am Compassion (Inst.) 04:27